# Lökholm (Nagu)
Lökholm est une île de l'archipel finlandais à Pargas en Finlande.

## Géographie
Lökholm est à environ 7 kilomètres au nord-ouest de Borstö, à 32 kilomètres au sud de l'église de Nagu et à 63 kilomètres au sud de Turku.
La superficie de Lökholm est de 61,4 hectares et sa plus grande longueur est de 1,3 kilomètre dans la direction nord-sud,.
Lökholm fait partie du parc national de l'archipel.

## Galerie

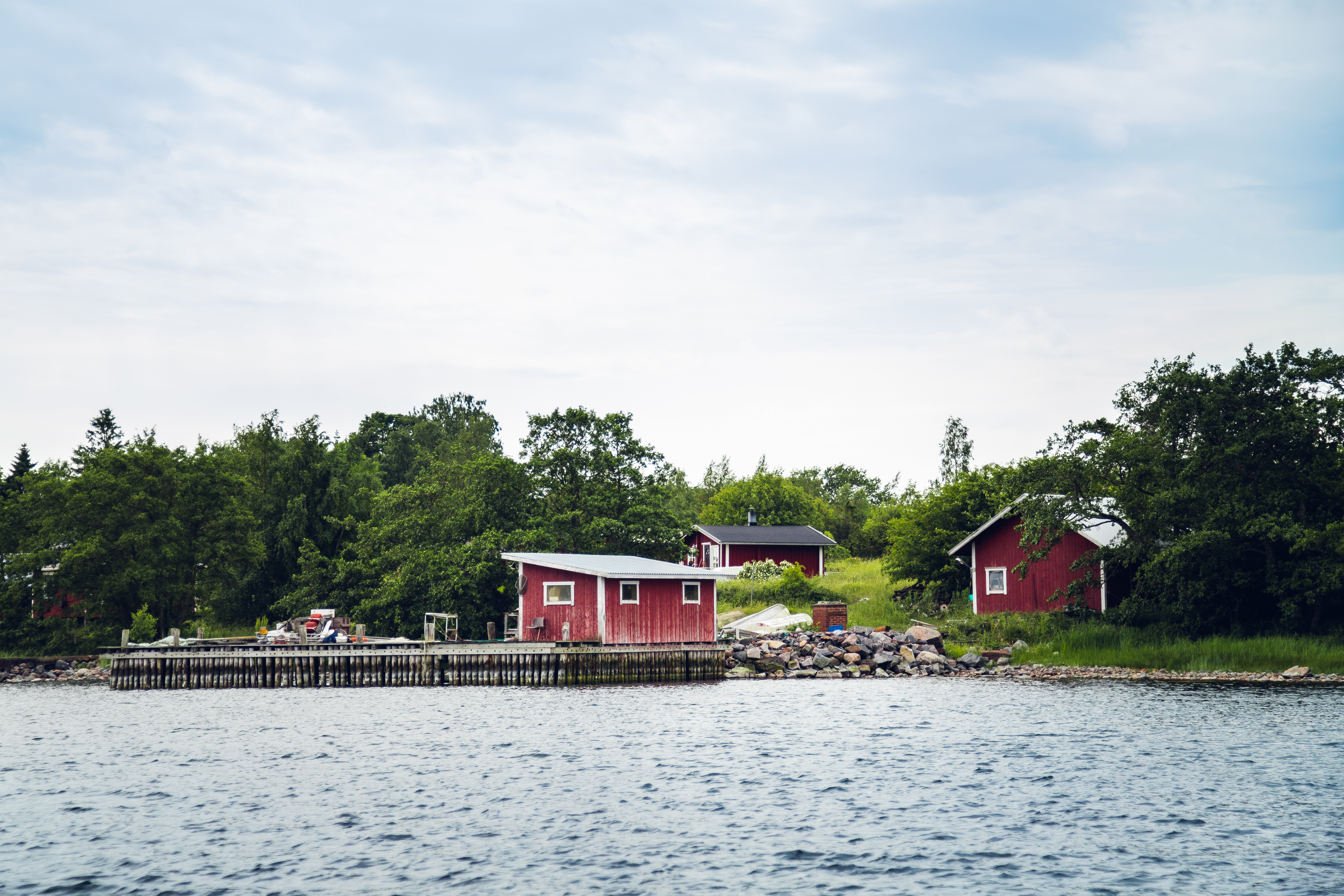
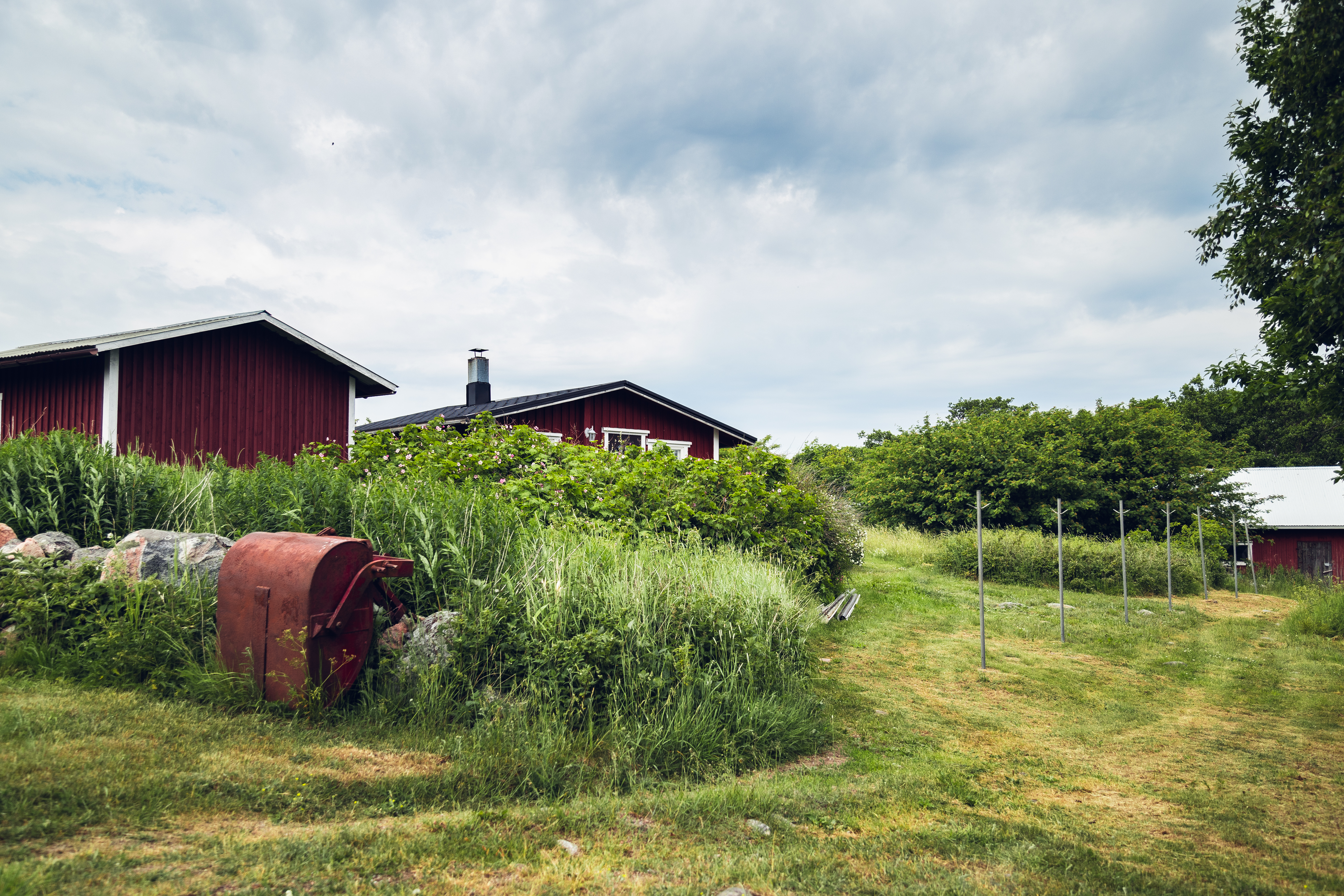
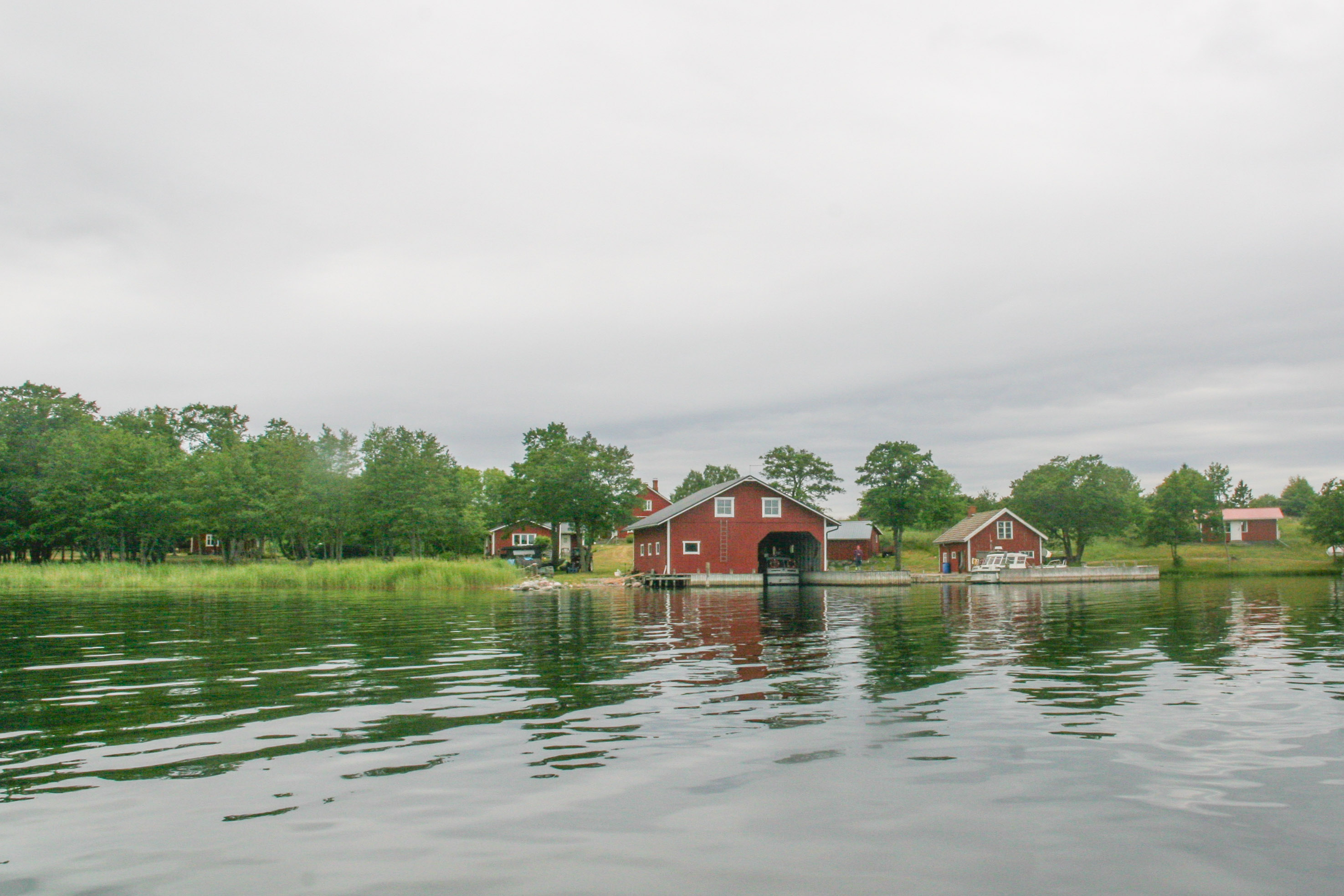